# Bamfield
Bamfield är en ort i Kanada.   Den ligger i Regional District of Alberni-Clayoquot och provinsen British Columbia, i den sydvästra delen av landet, 3 700 km väster om huvudstaden Ottawa. Bamfield ligger 28 meter över havet och antalet invånare är 251.
Terrängen runt Bamfield är platt åt nordväst, men åt sydost är den kuperad. Havet är nära Bamfield åt nordväst. Trakten runt Bamfield är nära nog obefolkad, med mindre än två invånare per kvadratkilometer.. 
I omgivningarna runt Bamfield växer i huvudsak blandskog.